# Mars 1874

## Événements
- 14 mars :
  - Traité avec l'empereur d'Annam qui reconnaît la Cochinchine à la France.
  - Traité de Fomena signé à Cape Coast.
    - Déclin du royaume des Ashanti (Ghana). Leurs rivaux traditionnels, les Fanti, sont remplacés par les Britanniques qui les ont neutralisés et ont racheté aux Hollandais les forts disséminés le long de la côte. Refusant de payer un tribut aux Achanti, les Britanniques (sir Garnet Wolseley) incendient leur capitale, Kumasi. Ils leur imposent le traité de Fomena, par lequel les Achanti cèdent leurs droits sur la côte et renoncent à la traite et à l’esclavage, leurs principales sources de revenus.
    - Kofi Karikari est détrôné. Début du règne de Mensa Bonsu, asantehene des Ashanti (déposé en 1883).

- 26 mars : ouverture de la 3e législature du Canada.

## Naissances
- 18 mars : Jérôme Tharaud, écrivain français († 23 janvier 1953).

## Décès
- 8 mars : Millard Fillmore, ancien Président des États-Unis (° 7 janvier 1800).
- 9 mars : Joseph Casavant, facteur d'orgues.